# Polerady (district de Prague-Est)
Pour les articles homonymes, voir Polerady.
Polerady (en allemand : Polerad) est une commune du district de Prague-Est, dans la région de Bohême-Centrale, en République tchèque. Sa population s'élevait à 339 habitants en 2020.

## Géographie
Polerady se trouve à 3 km au sud de Kostelec nad Labem, à 5 km au sud-sud-est de Brandýs nad Labem-Stará Boleslav et à 17,5 km au nord-est de Prague.
La commune est limitée par Kostelec nad Labem au nord, par Záryby au nord et à l'est, par Brandýs nad Labem-Stará Boleslav et Brázdim au sud, et par Sluhy à l'ouest.

## Histoire
La première mention écrite de la localité date de 1290.

## Transports
Par la route, Polerady se trouve à 4 km de Kostelec nad Labem, à 6,5 km de Brandýs nad Labem-Stará Boleslav, à 24 km du centre de Prague.